# Tell Zeidan
Tell Zeidan est un site archéologique situé à environ 5 kilomètres à l'est de la ville moderne de Raqqa. D'une surface de 12,5 hectares, il se trouve au confluent des fleuves Belikh, sur la rive est duquel il se situe, et Euphrate. Le site consiste en un long et triple tertre orienté du nord-ouest au sud-est : un grand monticule au sud de 15 mètres de hauteur, une ville basse et deux monticules plus petits - le monticule nord-est et le monticule nord-ouest.
Tell Zeidan est découvert et décrit à la fin des années 1930 par l'archéologue britannique Max Mallowan et est étudié plus systématiquement en 1983  par Maurits van Loon et le Dutch Balikh Valley Regional Archaeological Survey. C'est lors de cette saison de fouilles de 1983 que Tell Zeidan est enregistré en tant que grand village préhistorique datant des cultures de Halaf et d'Obeïd.
En 2008 et en 2009, les fouilles ont permis d'identifier, à l'aide de la technique du C14, quatre périodes principales d'occupation continue allant d'environ 5800 à 3800 av. J.-C. : la période de Halaf, celle d'Obeïd et celle du Chalcolithique tardif 1 et 2. Après une période d'inoccupation de près d'un millénaire, certaines parties de Tell Zeidan sont de nouveau habitées de manière brève au début du IIIe millénaire av. J.-C. Le site est définitivement abandonné vers 2008 av. J.-C..
Probablement une des plus grandes villes-temples de la période d'Obeïd, Tell Zeidan se situe au carrefour de deux routes commerciales majeures dans de la vallée de l'Euphrate. Comme le site a été abandonné vers 4000 av. J.-C., les strates préhistoriques du site sont immédiatement accessibles sous la surface du sol moderne. Cela signifie que, pour la première fois, les archéologues peuvent fouiller de vastes zones d'une telle ville-temple.
Apparemment, le site est celui d'une ville dans laquelle la population est très spécialisée dans des travaux d'artisanat comme la métallurgie du cuivre et la production de poterie. Les éléments découverts sur place laissent penser que Tell Zeidan abrite l'une des premières sociétés du Proche-Orient à développer des classes sociales établies en fonction du pouvoir et de la richesse.